# Baja California Sur
Baja California Sur (phát âm tiếng Tây Ban Nha: [baxa kalifornja sur]) là một trong 31 bang, cùng với quận liên bang, là 32 thực thể Liên bang của México.
Trước khi trở thành một bang vào ngày 08 tháng 10 năm 1974, vùng này được gọi là Lãnh thổ phía nam của Baja California. Bang này có diện tích 73.475 km² (28.369 dặm vuông), chiếm 3,57% diện tích đất của Mexico và bao gồm nửa phía nam của bán đảo Baja California, phía nam vĩ tuyến 28. Bang có biên giới phía bắc giáp bang Baja California, phía tây giáp Thái Bình Dương, và phía đông giáp vịnh California, cũng được gọi là "Biển Cortes." Ngoài ra, bang này còn có biên giới đường biển với Sonora và Sinaloa về phía đông qua vịnh California.
Vào năm 2005, dân số bang là 512.170. Bang này có các khu du lịch Cabo San Lucas và San José del Cabo. Thành phố lớn nhất đồng thời là thủ đô là La Paz, một địa điểm du lịch lịch sử và là một khu du lịch nổi tiếng. Trong đó bao gồm Loreto, thủ đô lịch sử đầu tiên của cả ba Californias (Baja California Sur, Baja California, và California), thị trấn Santa Rosalia là một di tích lịch sử có một nhà thờ được thiết kế bởi Gustave Eiffel.

## Liên kết
- bajacaliforniasurmexico.com Lưu trữ ngày 16 tháng 12 năm 2014 tại Wayback Machine Info about Baja California Sur
- To Be In Baja Lưu trữ ngày 12 tháng 1 năm 2016 tại Wayback Machine All the current info you need on Baja California Sur
- www.AllAboutBaja.com Lưu trữ ngày 28 tháng 11 năm 2020 tại Wayback Machine Learn all about Baja California Sur and the entire Baja peninsula.

- (tiếng Tây Ban Nha) Baja California Sur State Government
- (tiếng Tây Ban Nha) Enciclopedia de los Municipios de México Lưu trữ ngày 4 tháng 4 năm 2005 tại Wayback Machine Entry on Baja California Sur